# Bågskytte vid olympiska sommarspelen 1992
Bågskytte vid olympiska sommarspelen 1992 innebar att ett nytt tävlingssystem infördes.

## Tävlingen
För första gången gällde samma distans för samtliga deltagare, 70 meter. Samtliga deltagare var med i en rankingrunda, då de sköt 144 pilar. Resultaten från rankingrundan användes för att avgöra både individuell ranking och lagranking. Därpå gick de 32 bästa herrarna och damerna vidare. De som vann semifinalerna möttes om guld- och silvermedaljer, medan de som inte gick till final fick tävla om bronset.

## Resultat
| Klass                            | Guld                                                  | Silver                                            | Brons                                                          |
| Individuellt, herrar Detaljer... | Sébastien Flute Frankrike                             | Chung Jae-hun Sydkorea                            | Simon Terry Storbritannien                                     |
| Individuellt, damer Detaljer...  | Cho Youn-jeong Sydkorea                               | Kim Soo-nyung Sydkorea                            | Natalia Valeeva OSS                                            |
| Lag, herrar Detaljer...          | Spanien Juan Holgado Alfonso Menéndez Antonio Vázquez | Finland Ismo Falck Jari Lipponen Tomi Poikolainen | Storbritannien Steven Hallard Richard Priestman Simon Terry    |
| Lag, damer Detaljer...           | Sydkorea Cho Youn-jeong Kim Soo-nyung Lee Eun-kyung   | Kina Ma Xiangjun Wang Hong Wang Xiaozhu           | OSS Natalia Valeeva Chatuna Kvrivitjvili Ljudmila Arzjannikova |

## Medaljtabell
| Pl.    | Nation         | Guld | Silver | Brons | Totalt |
| ------ | -------------- | ---- | ------ | ----- | ------ |
| 1      | Sydkorea       | 2    | 2      | 0     | 4      |
| 2      | Frankrike      | 1    | 0      | 0     | 1      |
| 2      | Spanien        | 1    | 0      | 0     | 1      |
| 4      | Finland        | 0    | 1      | 0     | 1      |
| 4      | Kina           | 0    | 1      | 0     | 1      |
| 6      | OSS            | 0    | 0      | 2     | 2      |
| 6      | Storbritannien | 0    | 0      | 2     | 2      |
| Totalt | Totalt         | 4    | 4      | 4     | 12     |